# Schismus pleuropogon
Schismus pleuropogon är en gräsart som beskrevs av Otto Stapf. Schismus pleuropogon ingår i släktet fransgrässläktet, och familjen gräs. Inga underarter finns listade i Catalogue of Life.